# Le Tango de la jalousie
Pour plus de détails, voir Fiche technique et Distribution.
Le Tango de la jalousie (Il tango della gelosia) est un film italien, sorti en 1981.

## Fiche technique
- Titre original : Il tango della gelosia
- Titre français : Le Tango de la jalousie
- Réalisation : Steno
- Scénario : Steno et Enrico Vanzina d'après la pièce d'Aldo De Benedetti
- Photographie : Giorgio Di Battista
- Montage : Raimondo Crociani
- Musique : Gianni Mazza (en)
- Pays d'origine : Italie
- Genre : comédie
- Date de sortie : 1981

## Distribution
- Monica Vitti : Lucia
- Diego Abatantuono : Diego
- Philippe Leroy : Principe Giulio Lovanelli
- Tito LeDuc (it) : Paul
- Jenny Tamburi : Nunzia